# Simfonia núm. 1 (Beethoven)
La Simfonia núm. 1 en do major, op. 21, la primera de les nou simfonies de Ludwig van Beethoven, va ser composta a Viena entre 1799 i 1800 (tot i que hi ha documents que daten els primers esbossos de l'obra al voltant de 1795) i dedicada al baró Van Swieten, melòman i amic de Wolfgang Amadeus Mozart. Es va estrenar el 2 d'abril de 1800 al Burgtheater de Viena.
Està escrita per a una orquestra composta dues flautes, dos oboès, dos clarinets, dos fagots, dues trompes, dues trompetes, timbales i cordes.

## Context
Beethoven ja tenia trenta anys quan va compondre aquesta simfonia, edat amb la qual Mozart o Schubert ja tenien un ampli repertori simfònic. Així i tot, Beethoven s'estrenaria en el gènere destacant i amb molta personalitat.
El compositor vivia a la ciutat des del 1792, després de la seva primera visita, el 1787, any en què conegué Mozart. S'havia fet un lloc entre els aristòcrates vienesos, fent-se un nom per les seves actuacions de piano i les seves primeres obres. En aquest període rebria lliçons de personatges com Johann Georg Albrechtsberger, Johann Baptist Schenk o Antonio Salieri, però el mestre que més repercutiria en aquesta primera obra seria Joseph Haydn, amb el qual va acabar tenint una relació conflictiva. El mestre, tot i reconèixer la genialitat de Beethoven, temia el ràpid ascens del jove dins la societat vienesa, no volia perdre el seu estatus, i l'alumne es va autoimposar una gran competència amb el seu professor. Volia fugir del seu estil, volia que se'l reconegués pel seu propi estil, no que se'l comparés amb altres, cosa que no va aconseguir en aquesta primera simfonia, ja que és la simfonia més arrelada al classicisme. Tot i això, són observables els primers indicis de canvi en la manera de compondre que serien la llavor que germinaria en la resta de simfonies i en l'inici del romanticisme, culminant en la Novena.

## Anàlisi
Comprèn quatre moviments i la seva execució dura una mica menys d'una mitja hora, temps en el qual es mostren alguns indicis del que desenvoluparia Beethoven a les seves simfonies i que donarien pas al romanticisme (importància dels vents, tercer moviment ràpid, ús de les timbales, importància dels accents i dels contrastos), però amb un estil innegablement clàssic, amb fortes influències de Mozart i del seu mestre Haydn.

### Adagio molto. Allegro con brio
Compàs de 4/4-2/2 do major
Aquest primer moviment no és massa diferent del de qualsevol simfonia de Haydn, però amb la gràcia i joia que caracteritzen les obres de Beethoven. Trobem en aquest moviment molt rellevantment, però també durant la resta de l'obra, una importància i protagonisme dels vents poc usual, deixant veure el que seria una de les diferències simfòniques del romanticisme respecte al classicisme.
Tot i això, el tret més destacat d'aquest moviment és l'Adagio molto, la introducció lenta del moviment. Beethoven comença la simfonia en una possible tonalitat de fa, quan l'obra està en do. No només comença amb una tonalitat diferent de la predominant, fet molt trencador a l'època, sinó que a més el primer acord de tots és un acord dissonant, un acord de sèptima de dominant, un fet poc vist al classicisme. De tota manera, és un fet ja vist en alguna obra de Haydn, o inclús de Bach.

### Andante cantabile con moto
Compàs de 3/8 fa major
En aquest moviment trobem una melodia cortesana i enginyosa iniciada pels segons violins que s'anirà desenvolupant contrapuntísticament durant el moviment amb la resta d'instruments. Trobem un bon domini del desenvolupament de la fuga, però sobretot destaca el paper de les timbales, fent un ritme obstinat acompanyant en piano, un preludi d'un dels efectes instrumentals que desenvolupà Beethoven, innovador i molt utilitzat al romanticisme. Sembla d'altra banda ser, aquest moviment, una premonició al que seran els moviments lents de les Tercera i Setena simfonies, de les quals l'abast és tanmateix tot un altre.

### Menuetto – Allegro molto e vivace
Compàs 3/4 do major
Al fals Menuetto és on podem trobar els trets més característics i innovadors de l'obra. Fals perquè és un Scherzo amb diferent nom, ja que el ritme és considerablement més ràpid que els dels menuets de les simfonies de Haydn o Mozart, amb una pulsació que incita a ser més pensada a 1 que a 3. No va voler canviar-li el nom, però a partir de la Segona Simfonia substituiria definitivament el clàssic Menuet pel revolucionari Scherzo, deixant de banda l'estil cortesà i de dansa del primer per passar a un interludi còmic i trepidant, per contrastar amb els precedents i usualment trists i dramàtics segons moviments, i els encara més anteriors i turbulents primers moviments.
També es pot destacar el fet que al trio participin tots els instruments, fent un diàleg entre corda i vent, i no només una secció de l'orquestra com era usual fer.

### Finale – Adagio, allegro molto e vivace
Compàs 2/4 do major
L'obra finalitza amb un moviment informal i alegre, una culminació dels coneixements orquestrals i de desenvolupament de veus de Haydn, millorats inclús en alguns aspectes. És el moviment més purament clàssic. S'hi pot esmentar com a característic l'inici, en el que els primers violins sols repeteixen diverses vegades una escala a la qual van afegint una nota cada cop, un fragment molt còmic i absurd, quasi infantil.

## Crítica
Beethoven va entrar amb força al món del simfonisme, volia deixar de ser un compositor de trios i sonates i tenir la rellevància que tenia Haydn. Amb la seva Primera Simfonia no arrisca massa i segueix els patrons establerts pel classicisme, però les innovacions que fa són suficients per ser objectiu de la crítica.
Se'l va acusar pel protagonisme inusual de vents, concretament dels metalls (algun crític diria que el primer moviment sonava com una banda d'instruments de vent). Tampoc van agradar les moltes modulacions que va incorporar a l'obra. Possiblement els dos trets més criticats van ser l'obertura de l'obra (el fet de començar el primer moviment i tota la simfonia amb una dissonància i sense presentar la tonalitat principal) i el tercer moviment, massa ràpid pels oients cortesans vienesos, acostumats als tercers moviments ballables i majestuosos.
Un altre fet criticat seria la introducció del Finale, massa infantil, massa exposat. Se sap que alguns dels primers directors que van dirigir l'obra van arribar a ometre aquella secció, per por al riure del públic.
També va haver-hi crítiques en direcció contrària. Es diria d'aquest primer pas pel camí simfònic de Beethoven que era "una caricatura de Haydn portada a l'absurd".
Avui dia és difícil apreciar l'audàcia de la Primera Sinfonia. Comparada amb la poderosa Heroica, la Sinfonia en Do mayor sembla mansa. però per a l'auditori de finals de segle suggeria una visió aterridora i nova de la música com un art d'emocions desbordants més que un adornament social. Segurament, algunes obres de Haydn i Mozart ja havien superat l'emocionalitat de la Primera, però la seva música més popular no eren les peces del del tipus Sturm und Drang (tempesta i tensió), sinó les seves primes més elegantment refinades i clàssiques. Ara que coneixem les altres simfonies de Beethoven, la Primera, efectivament, ens fa la impressió de pertànyer més a l'era de Haydn que al segle del Romanticisme i, per tant, no ha de sorprendre'ns que durant molt de temps la Sinfonia a Do major de Beethoven hagi estat la més popular entre els auditoris conservadors de Viena.